# La Panosa (Losera)
La Panosa (en francès La Panouse) és un municipi francès situat al departament del Losera i a la regió d'Occitània.